# Coupetz

Coupetz este o comună în departamentul Marne, Franța. În 2009 avea o populație de 83 de locuitori.